# Oratorio di Mocchirolo
L'oratorio di Mocchirolo, conosciuto anche come oratorio di San Grato o oratorio di Santa Maria Nascente, è una cappella gentilizia fatta edificare nel 1369 nella località Mocchirolo (nel comune di Lentate sul Seveso) da Lanfranco Porro, funzionario visconteo e referendario di Regina della Scala a Bergamo, e ha molti elementi in comune con l'oratorio di Santo Stefano in Lentate, del medesimo periodo e commissionato sempre dal Porro che vi fece erigere il suo luogo di sepoltura.

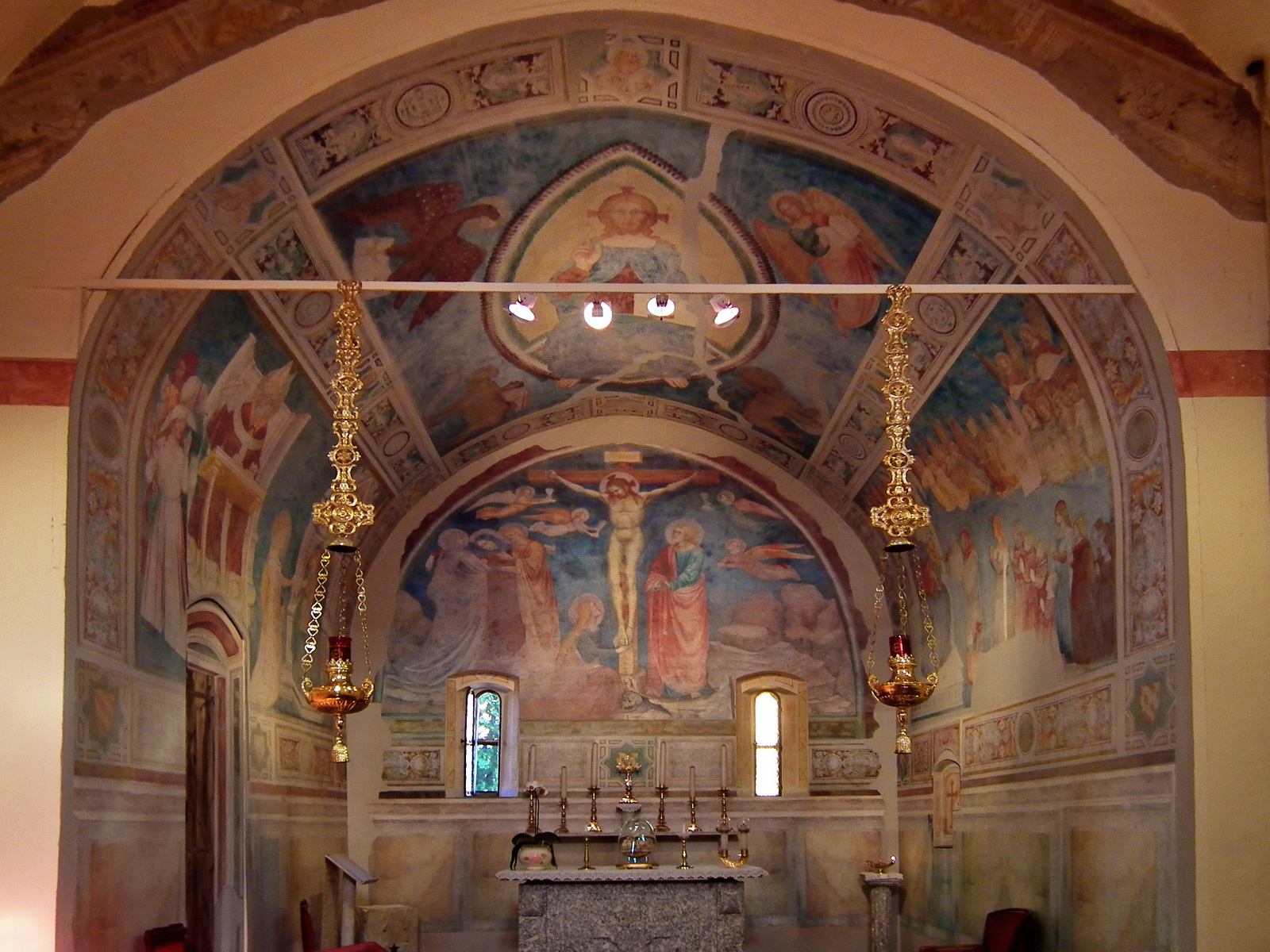
Affreschi dell'oratorio di Mocchirolo

## Storia e descrizione
L'oratorio è formato da due blocchi inseriti uno nell'altro in mattoni e ciottolato, con la volta a botte. La facciata ha subito interventi di restauro nel XVII secolo, e termina con un timpano in marmo. Il portale e la grande finestra sono dominati da contorni rettangolari squadrati.

Il committente è affrescato con la famiglia, sulla parete di destra del presbiterio, mentre porge il modellino della chiesa al santo patrono, mentre gli affreschi di Sant'Ambrogio in cattedra che flagella gli eretici e il Matrimonio mistico di Santa Caterina si trovano sulla parete di sinistra. Sulla parete di fondo del presbiterio è presente il grande affresco della crocifissione.
Degli affreschi si sa con certezza che l'autore è Pecino da Nova, o maestro di Mocchirolo presente nella Basilica di Santa Maria Maggiore in Bergamo negli anni dal 1354 al 1402,  dove risulterebbe in alcuni documenti nominato come Magister Petrus de Nova e da dove nel 1378 si assentò per qualche tempo, per recarsi a Moncayrolum forse una mala interpretazione di Mocchirolo.
Gli affreschi sono stati strappati nel 1949 da Mauro Pellicioli, e donati dai proprietari Renato e Luigi Passardi, alla Pinacoteca di Brera, al fine di una migliore preservazione. Nel museo sono stati ricomposti in una sala che riproduce l'esatta sistemazione originaria.
Nella cappella di Mocchirolo sono visibili affreschi con figure di profeti venuti alla luce da restauri dei primi anni del XXI secolo.